# Conversazioni con altre donne
Conversazioni con altre donne è un film del 2023 diretto da Filippo Conz, tratto dall’omonimo dramma romantico statunitense.

## Trama
Due ex-coniugi, che non si vedono né si sentono da nove anni, si ritrovano per caso ad un matrimonio a Tropea. Un brindisi insieme propostole da lui, è la scusa per rompere il ghiaccio, dando così il via a dialoghi, giochi e battute fra i due, che ricominciano a chiamarsi con i nomignoli che usavano quando stavano insieme ("zoticona" per lei, "principino" per lui), capendo di essere ancora un po' complici e legati. Decidono così, in nome dei vecchi tempi e del bene che si vogliono ancora, in barba a tutto, e di nascosto da tutti, di trascorrere delle ore di passione nella camera di lei, convinti di vivere gli ultimi petali di un amore oramai sfiorito. Ma è proprio lì, nel silenzio della stanza, e stretti l'uno all'altro, che si trovano di fronte alla cruda realtà dei fatti: nonostante il divorzio, il dolore della separazione, i lunghi anni in cui l'uno ha più saputo nulla dell'altro e nei quali si sono anche ricostruiti una vita con altre persone, la fiamma della passione è ancora accesa. Nonostante i goffi tentativi (soprattutto di lei), di nascondere i propri sentimenti, all'altro e a sé stessi, l'amore vince su tutto, li ha uniti di nuovo, ed è più forte di quanto credono.
Si devono per forza lasciare al mattino, con lei che ha un aereo da prendere, ma con due certezze: quella di non perdersi di nuovo ed il dover fare i conti con questa nuova realtà, una volta tornati alle proprie vite e dai rispettivi partner.

## Distribuzione
Il film è stato distribuito nelle sale cinematografiche italiane da Adler Entertainment a partire dal 31 agosto 2023.